# Kuusnõmme
Koordinaten: 58° 19′ N, 21° 58′ O
Kuusnõmme (deutsch Kusnöm) ist ein Dorf (estnisch küla) auf der größten estnischen Insel Saaremaa. Es gehört zur Landgemeinde Saaremaa (bis 2017: Landgemeinde Lääne-Saare) im Kreis Saare.

## Beschreibung
Das Dorf liegt 31 Kilometer nordwestlich der Inselhauptstadt Kuressaare. Es hat elf Einwohner (Stand 1. Januar 2016).
Nordöstlich des Dorfkerns erstreckt sich die Halbinsel Kuusnõmme poolsaar vier Kilometer weit in die Ostsee. Auf der Halbinsel liegt der 22 Hektar große See Suursilm. Die Gegend ist besonders bei Wanderern und Vogelkundlern beliebt. Von 1924 bis 1941 befand sich dort eine biologische Station der Universität Tartu.
Sehenswürdigkeit des Ortes ist eine 1891 erbaute Bockwindmühle.

## Persönlichkeiten
In Kuusnõmme verbrachte der estnische Schriftsteller Aadu Hint (1910–1989) seine Kindheits- und Schultage.